# Collegio di Sherwood Forest
Sherwood Forest è un collegio elettorale inglese situato nel Nottinghamshire, nelle Midlands Orientali, rappresentato alla Camera dei comuni del Parlamento del Regno Unito. Elegge un membro del parlamento con il sistema maggioritario a turno unico; l'attuale parlamentare è Michelle Welsh del Partito Laburista, che rappresenta il collegio dal 2024.
Fino al 2024 è stato noto con il solo nome di Sherwood.

## Estensione

Sherwood dal 2010 al 2024

- 1983-1997: i ward del distretto di Newark di Bilsthorpe, Blidworth, Boughton, Clipstone, Dover Beck, Edwinstowe, Farnsfield, Fishpool, Lowdham, Ollerton North, Ollerton South, Rainworth e Rufford, e i ward del distretto di Ashfield di Hucknall Central, Hucknall East, Hucknall North e Hucknall West e i ward del borgo di Gedling di Bestwood Park, Calverton, Lambley, Newstead e Woodborough.
- 1997-2010: i ward del distretto di Newark and Sherwood di Bilsthorpe, Blidworth, Boughton, Clipstone, Dover Beck, Edwinstowe, Farnsfield, Lowdham, Ollerton North, Ollerton South, Rainworth e Rufford, i ward del distretto di Ashfield di Hucknall Central, Hucknall East, Hucknall North e Hucknall West e i ward del borgo di Gedling di Bestwood Park, Calverton, Lambley, Newstead, Ravenshead e Woodborough.
- 2010-2024: i ward del distretto di Newark and Sherwood di Bilsthorpe, Blidworth, Boughton, Clipstone, Edwinstowe, Farnsfield, Ollerton e Rainworth, i ward del distretto di Ashfield di Hucknall Central, Hucknall East, Hucknall North e Hucknall West, e i ward del borgo di Gedling di Bestwood Village, Calverton, Lambley, Newstead, Ravenshead e Woodborough.
- dal 2024: i ward del distretto di Newark and Sherwood di Bilsthorpe; Boughton; Dover Beck; Edwinstowe and Clipstone; Farnsfield; Lowdham; Ollerton; Rainworth North and Rufford e Rainworth South and Blidworth, i ward del distretto di Ashfield di Hucknall Central; Hucknall North; Hucknall Sout e Hucknall West, e i ward del borgo di Gedling di Calverton e Newstead Abbey.[1]

Il collegio si trova nel Nottinghamshire centrale, e copre parte di tre autorità locali: il distretto di Ashfield, parte del borough di Gedling e la parte occidentale del distretto di Newark and Sherwood, la più grande area geografica del collegio.

## Membri del parlamento
| Elezione | Elezione | Deputato       | Partito      |
| -------- | -------- | -------------- | ------------ |
|          | 1983     | Andy Stewart   | Conservatore |
|          | 1992     | Paddy Tipping  | Laburista    |
|          | 2010     | Mark Spencer   | Conservatore |
|          | 2024     | Michelle Welsh | Laburista    |

## Elezioni

### Elezioni negli anni 2020
| Partito                    | Partito                                           | Candidato                  | Risultati 4 luglio 2024 | Risultati 4 luglio 2024 |
| Partito                    | Partito                                           | Candidato                  | Voti                    | %                       |
| -------------------------- | ------------------------------------------------- | -------------------------- | ----------------------- | ----------------------- |
|                            | Laburista                                         | Michelle Welsh             | 18 841                  | 38,72                   |
|                            | Conservatore                                      | Mark Spencer               | 13 398                  | 27,53                   |
|                            | Reform UK                                         | Helen O'Hare               | 11 320                  | 23,26                   |
|                            | Verdi                                             | Sheila Greatrex-White      | 2 216                   | 4,55                    |
|                            | Lib Dem                                           | David Dobbie               | 1 838                   | 3,78                    |
|                            | Indipendente                                      | Lee Waters                 | 864                     | 1,78                    |
|                            | Indipendente                                      | Jeremy Spry                | 183                     | 0,38                    |
|                            |                                                   |                            |                         |                         |
| Iscritti                   | Iscritti                                          | Iscritti                   | 78 894                  | 100,00                  |
| ↳ Votanti (% su iscritti)  | ↳ Votanti (% su iscritti)                         | ↳ Votanti (% su iscritti)  | 48 660                  | 61,68                   |
| ↳ Astenuti (% su iscritti) | ↳ Astenuti (% su iscritti)                        | ↳ Astenuti (% su iscritti) | 30 234                  | 38,32                   |
|                            |                                                   |                            |                         |                         |
|                            | Esito: collegio passa da Conservatore a Laburista |                            |                         |                         |

### Elezioni negli anni 2010
| Partito                    | Partito                                   | Candidato                  | Risultati 12 dicembre 2019 | Risultati 12 dicembre 2019 |
| Partito                    | Partito                                   | Candidato                  | Voti                       | %                          |
| -------------------------- | ----------------------------------------- | -------------------------- | -------------------------- | -------------------------- |
|                            | Conservatore                              | Mark Spencer               | 32 049                     | 60,83                      |
|                            | Laburista                                 | Jerry Hague                | 15 863                     | 30,11                      |
|                            | Lib Dem                                   | Timothy Ball               | 2 863                      | 5,43                       |
|                            | Verdi                                     | Esther Cropper             | 1 214                      | 2,30                       |
|                            | Indipendente                              | Simon Rood                 | 700                        | 1,33                       |
|                            |                                           |                            |                            |                            |
| Iscritti                   | Iscritti                                  | Iscritti                   | 77 948                     | 100,00                     |
| ↳ Votanti (% su iscritti)  | ↳ Votanti (% su iscritti)                 | ↳ Votanti (% su iscritti)  | 52 689                     | 67,60                      |
| ↳ Astenuti (% su iscritti) | ↳ Astenuti (% su iscritti)                | ↳ Astenuti (% su iscritti) | 25 259                     | 32,40                      |
|                            |                                           |                            |                            |                            |
|                            | Esito: collegio confermato a Conservatore |                            |                            |                            |

| Partito                    | Partito                                   | Candidato                  | Risultati 8 giugno 2017 | Risultati 8 giugno 2017 |
| Partito                    | Partito                                   | Candidato                  | Voti                    | %                       |
| -------------------------- | ----------------------------------------- | -------------------------- | ----------------------- | ----------------------- |
|                            | Conservatore                              | Mark Spencer               | 27 492                  | 51,52                   |
|                            | Laburista                                 | Mike Pringle               | 22 294                  | 41,78                   |
|                            | UKIP                                      | Stuart Bestwick            | 1 801                   | 3,37                    |
|                            | Lib Dem                                   | Becky Thomas               | 1 113                   | 2,09                    |
|                            | Verdi                                     | Morris Findley             | 664                     | 1,24                    |
|                            |                                           |                            |                         |                         |
| Iscritti                   | Iscritti                                  | Iscritti                   | 76 156                  | 100,00                  |
| ↳ Votanti (% su iscritti)  | ↳ Votanti (% su iscritti)                 | ↳ Votanti (% su iscritti)  | 53 462                  | 70,20                   |
| ↳ Astenuti (% su iscritti) | ↳ Astenuti (% su iscritti)                | ↳ Astenuti (% su iscritti) | 22 694                  | 29,80                   |
|                            |                                           |                            |                         |                         |
|                            | Esito: collegio confermato a Conservatore |                            |                         |                         |

| Partito                    | Partito                                   | Candidato                  | Risultati 7 maggio 2015 | Risultati 7 maggio 2015 |
| Partito                    | Partito                                   | Candidato                  | Voti                    | %                       |
| -------------------------- | ----------------------------------------- | -------------------------- | ----------------------- | ----------------------- |
|                            | Conservatore                              | Mark Spencer               | 22 833                  | 45,04                   |
|                            | Laburista                                 | Léonie Mathers             | 18 186                  | 35,87                   |
|                            | UKIP                                      | Sally Chadd                | 7 399                   | 14,59                   |
|                            | Verdi                                     | Lydia Davies-Bright        | 1 108                   | 2,19                    |
|                            | Lib Dem                                   | Dan Mosley                 | 1 094                   | 2,16                    |
|                            | Class War                                 | Dave Perkins               | 78                      | 0,15                    |
|                            |                                           |                            |                         |                         |
| Iscritti                   | Iscritti                                  | Iscritti                   | 73 369                  | 100,00                  |
| ↳ Votanti (% su iscritti)  | ↳ Votanti (% su iscritti)                 | ↳ Votanti (% su iscritti)  | 50 698                  | 69,10                   |
| ↳ Astenuti (% su iscritti) | ↳ Astenuti (% su iscritti)                | ↳ Astenuti (% su iscritti) | 22 671                  | 30,90                   |
|                            |                                           |                            |                         |                         |
|                            | Esito: collegio confermato a Conservatore |                            |                         |                         |

| Partito                    | Partito                                           | Candidato                  | Risultati 6 maggio 2010 | Risultati 6 maggio 2010 |
| Partito                    | Partito                                           | Candidato                  | Voti                    | %                       |
| -------------------------- | ------------------------------------------------- | -------------------------- | ----------------------- | ----------------------- |
|                            | Conservatore                                      | Mark Spencer               | 19 211                  | 39,24                   |
|                            | Laburista                                         | Emilie Oldknow             | 18 997                  | 38,81                   |
|                            | Lib Dem                                           | Kevin Moore                | 7 283                   | 14,88                   |
|                            | BNP                                               | James North                | 1 754                   | 3,58                    |
|                            | UKIP                                              | Margot Parker              | 1 490                   | 3,04                    |
|                            | NOTA (None of the Above)                          | Russ Swan                  | 219                     | 0,45                    |
|                            |                                                   |                            |                         |                         |
| Iscritti                   | Iscritti                                          | Iscritti                   | 71 050                  | 100,00                  |
| ↳ Votanti (% su iscritti)  | ↳ Votanti (% su iscritti)                         | ↳ Votanti (% su iscritti)  | 48 954                  | 68,90                   |
| ↳ Astenuti (% su iscritti) | ↳ Astenuti (% su iscritti)                        | ↳ Astenuti (% su iscritti) | 22 096                  | 31,10                   |
|                            |                                                   |                            |                         |                         |
|                            | Esito: collegio passa da Laburista a Conservatore |                            |                         |                         |

### Elezioni negli anni 2000
| Partito                    | Partito                                | Candidato                  | Risultati 5 maggio 2005 | Risultati 5 maggio 2005 |
| Partito                    | Partito                                | Candidato                  | Voti                    | %                       |
| -------------------------- | -------------------------------------- | -------------------------- | ----------------------- | ----------------------- |
|                            | Laburista                              | Paddy Tipping              | 22 824                  | 48,44                   |
|                            | Conservatore                           | Bruce Laughton             | 16 172                  | 34,32                   |
|                            | Lib Dem                                | Peter Harris               | 6 384                   | 13,55                   |
|                            | UKIP                                   | Moritz Dawkins             | 1 737                   | 3,69                    |
|                            |                                        |                            |                         |                         |
| Iscritti                   | Iscritti                               | Iscritti                   | 75 027                  | 100,00                  |
| ↳ Votanti (% su iscritti)  | ↳ Votanti (% su iscritti)              | ↳ Votanti (% su iscritti)  | 47 117                  | 62,80                   |
| ↳ Astenuti (% su iscritti) | ↳ Astenuti (% su iscritti)             | ↳ Astenuti (% su iscritti) | 27 910                  | 37,20                   |
|                            |                                        |                            |                         |                         |
|                            | Esito: collegio confermato a Laburista |                            |                         |                         |

| Partito                    | Partito                                | Candidato                  | Risultati 7 giugno 2001 | Risultati 7 giugno 2001 |
| Partito                    | Partito                                | Candidato                  | Voti                    | %                       |
| -------------------------- | -------------------------------------- | -------------------------- | ----------------------- | ----------------------- |
|                            | Laburista                              | Paddy Tipping              | 24 900                  | 54,25                   |
|                            | Conservatore                           | Brandon Lewis              | 15 527                  | 33,83                   |
|                            | Lib Dem                                | Peter Harris               | 5 473                   | 11,92                   |
|                            |                                        |                            |                         |                         |
| Iscritti                   | Iscritti                               | Iscritti                   | 75 617                  | 100,00                  |
| ↳ Votanti (% su iscritti)  | ↳ Votanti (% su iscritti)              | ↳ Votanti (% su iscritti)  | 45 900                  | 60,70                   |
| ↳ Astenuti (% su iscritti) | ↳ Astenuti (% su iscritti)             | ↳ Astenuti (% su iscritti) | 29 717                  | 39,30                   |
|                            |                                        |                            |                         |                         |
|                            | Esito: collegio confermato a Laburista |                            |                         |                         |

## Risultati dei referendum

### Referendum sulla permanenza del Regno Unito nell'Unione europea del 2016
|             | Collegio | Lasciare UE % | Rimanere in UE % |
| ----------- | -------- | ------------- | ---------------- |
|             | Sherwood | 63,7%         | 36,3%            |
| Inghilterra | 53,3%    | 46,7%         |                  |
| Regno Unito | 51,9%    | 48,1%         |                  |